# Палаццо Тьеполо
Палаццо Тьеполо (итал. Palazzo Tiepolo) — палаццо в Венеции в районе Сан-Поло. Расположен на Гранд-канале между Палаццо Тьеполо Пасси и Палаццо Пизани-Моретта. Официальный адресː Сан-Поло 2774. 

## История
Палаццо Тьеполо был построен в середине XVI века на месте ранее существовавшего здания неизвестным архитектором. Заказчиками четырёхэтажного дворца в стиле раннего Возрождения являлась знатная семья Кверини. Дворцом в разные эпохи владели семьи Кверини, Лоредан, Тьеполо. В настоящее время здание принадлежит старинному дворянскому роду Пасси, в нём сдаются апартаменты класса «люкс» и помещения для проведения банкетов.

## Архитектура
Главный фасад разделён тремя межэтажными карнизами. На первом этаже — парные арочные двери для входа с воды и по два небольших арочных окна по обе стороны от них. Парадные второй и третий этажи украшены четырёхчастными окнами с колоннами и с балконами в центре фасада. По бокам имеются одинарные окна такой же формы, обрамлённые пилястрами, но без балконов. Окна четвёртого этажа — маленькие, прямоугольные, такие же, как и в люкарне на крыше здания. Прямоугольные консоли поддерживают выступающий свес крыши. Фасад был расписан фресками работы Андреа Мельдоллы с изображением сцен охоты и сельской жизни, отдельные фрагменты которых ещё различимы в наши дни. В интерьерах палаццо сохранились потолки с деревянными балками и старинный паркет, стукко в пастельных тонах и росписи на стенах, антикварная мебель.